# Atlaua

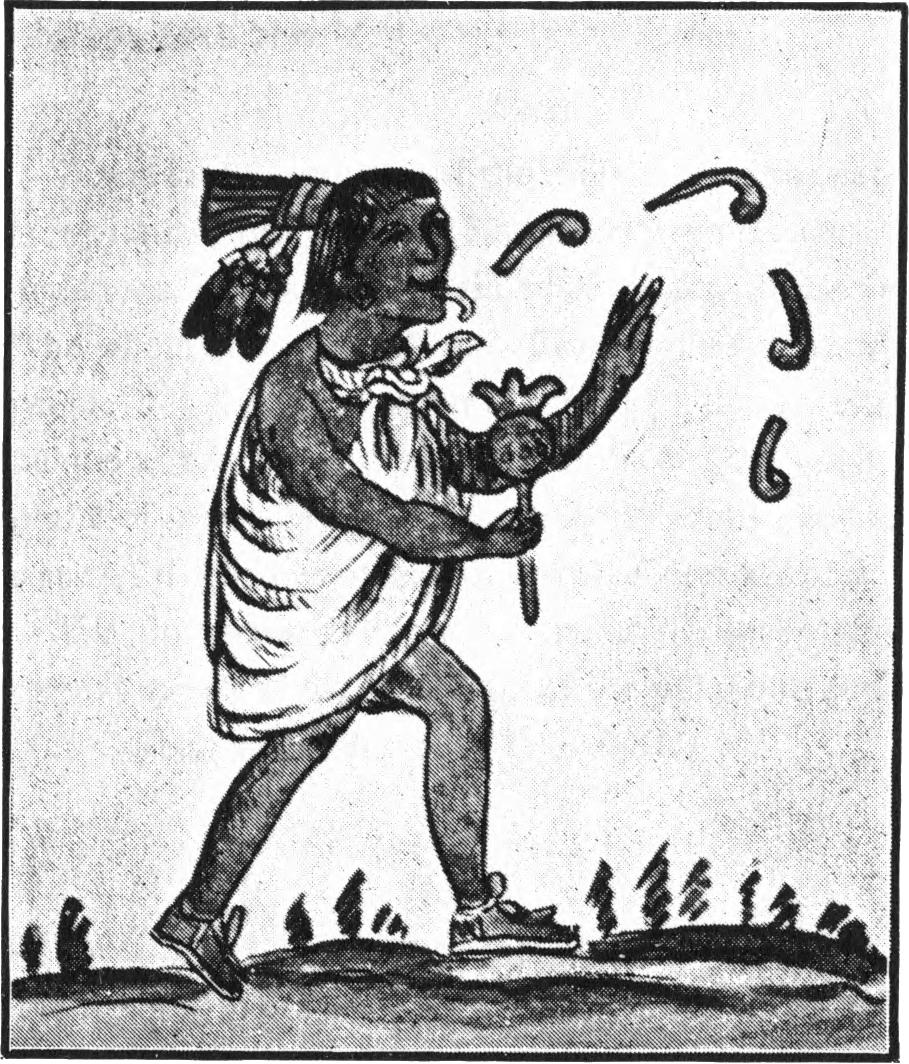
Indigena azteca che presumibilmente canta e balla al dio Atlaua.

Atlaua (o Atlahua), nella mitologia azteca, oltre ad essere una potente divinità delle acque, chiamato "Signore delle acque" (la versione blue di Tlaloc, il Tlaloc del Sud) , era anche protettore dei pescatori e degli arcieri. Veniva infatti spesso associato all'immagine di una freccia (atlatl).
È citato nella canzone Nell'acqua dei Rezophonic e Caparezza.